# شو آوتا
شو آوتا (انگلیسی: Sho Aota؛ زادهٔ ۱۳ نوامبر ۱۹۸۶) بازیکن فوتبال اهل ژاپن است.